# Боровка (Ульяновская область)
Боро́вка (тат. Парау) — татарское село в Мелекесском районе Ульяновской области, административный центр Старосахчинского сельского поселения.

## География
Расположено в северо-восточной части района, на реке Елшанка, в 37 км к северо-востоку от Димитровграда. 

## История
В 1780 году деревня Боровка, при речке Боровке, ясашных татар 203, крещёных татар 10, вошла в состав Ставропольского уезда Симбирского наместничества. В 1796 году — в Симбирской губернии. В 1851 году деревня вошла в состав Самарской губернии. .
В 1859 году в деревне Боровка, в 76 дворах жило 949 человек.
В 1900 году 329 двора, в которых жило: 815 мужчин и 831 женщин, 2 мечети, татарская школа, поташный завод, 3 водяных мельниц.
К 1910 году в Боровке были 422 двора, 1955 жителей, 2 мечети, татарская школа, поташный завод, водяная мельница.

## Население
| Год  | Численность | Численность |
| ---- | ----------- | ----------- |
| 1859 | 949         | [ 5 ]       |
| 1889 | 1478        | [ 6 ]       |
| 1897 | 1611        | [ 7 ]       |
| 1910 | 1955        | [ 8 ]       |
| 2010 | 263         | [ 1 ]       |

## Известные люди
- Родина известного татарского литератора Ибрагима Нуруллина[9].
- Кривов, Тимофей Степанович —  Герой Социалистического Труда (1966), работал  в деревне учителем в школе грамоты.

## Достопримечательности
- Старинное татарское кладбище XVI-XIX вв.
- Северо-восточнее села — хорошо сохранившийся земляной вал Закамской засечной черты длиной более 1 км.
- Селище «Боровка-1» 1-я чет. II тыс.
- Селище «Боровка-2» 1-я чет. II тыс.
- Селище «Боровка-4 2-я пол. II тыс. до н. э.
- Курганная группа «Боровка-1» (5 насыпей) 2-я пол. II тыс. до н. э.(?)
- Курганная группа «Боровка-2» (2 насыпи) 2-я пол. II тыс. до н. э.(?)
- Курганная группа «Боровка-3» (2 насыпи) 2-я пол.II тыс. до н. э.(?)
- Курганная группа «Боровка-4» (2 насыпи) 2-я пол. II тыс. до н. э.(?)
- Городище «Боровка» 1-я четв II тыс.[10]
- Исток реки Елшанка[11].
- Обелиск воинам Великой Отечественной войны (1970 г.)[12].

## Инфраструктура
- Имеются клуб, больница, птицефабрика.